# Cedusa apicata
Cedusa apicata är en insektsart som beskrevs av Caldwell 1944. Cedusa apicata ingår i släktet Cedusa och familjen Derbidae. Inga underarter finns listade i Catalogue of Life.